# Негин (Каменец-Подольский район)
Негин (укр. Нігин) — село в Каменец-Подольском районе Хмельницкой области Украины.
Население по переписи 2001 года составляло 1363 человека. Почтовый индекс — 32320. Телефонный код — 3849. Код КОАТУУ — 6822485400.

## Местный совет
32320, Хмельницкая обл., Каменец-Подольский р-н, с. Негин